# Mas Busqueta
El Mas Busqueta és un mas situat al municipi de Torrent a la comarca catalana del Baix Empordà.